# Wiktor Kłosiewicz
Wiktor Eugeniusz Kłosiewicz (ur. 21 grudnia 1907 w Warszawie, zm. 4 lutego 1992) – polski murarz i polityk komunistyczny, poseł do Krajowej Rady Narodowej, na Sejm Ustawodawczy i na Sejm PRL I kadencji. Członek Rady Państwa w latach 1952–1956.

## Życiorys

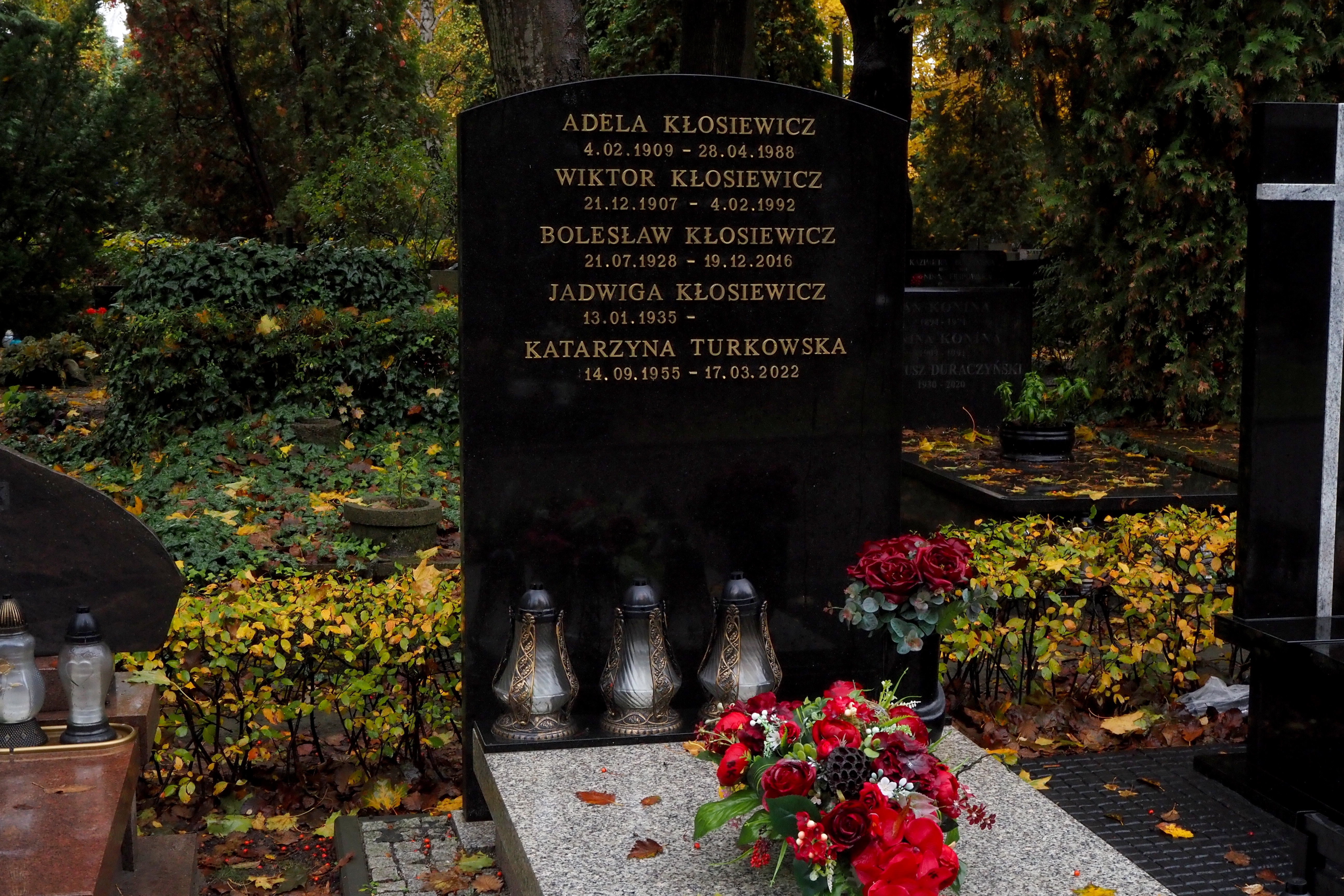
Grób Wiktora Kłosiewicza na Cmentarzu Wojskowym na Powązkach w Warszawie

Urodzony w rodzinie robotniczej Eugniusza i Marii, miał wykształcenie podstawowe. Od 1928 członek Komunistycznej Partii Polski. W latach 1938–1940 przebywał we Francji, od 1939 w Armii Polskiej na Zachodzie; w latach 1940–1945 więzień obozu jenieckiego w Niemczech. W 1945 powrócił do Polski, został członkiem Polskiej Partii Robotniczej; był sekretarzem Komitetu Wojewódzkiego PPR w Krakowie (1945) oraz I sekretarzem KW w Krakowie (1945–1946) i Szczecinie (1946–1948).
Od 1948 członek Polskiej Zjednoczonej Partii Robotniczej, w latach 1948–1950 zastępca członka Komitetu Centralnego, w latach 1950–1958 członek KC, w latach 1950–1954 członek Biura Organizacyjnego KC PZPR. W latach 1948–1949 I sekretarz KW PZPR w Szczecinie. W latach 1949–1950 kierownik Wydziału Samorządowo-Administracyjnego (w tym okresie zmienił nazwę na Wydział Administracyjno-Samorządowy) KC PZPR.
22 listopada 1950 w Warszawie na II Kongresie Obrońców Pokoju został wybrany w skład Światowej Rady Pokoju.
W latach 1950–1956 wiceprzewodniczący, następnie przewodniczący Centralnej Rady Związków Zawodowych, w latach 1952–1956 członek Rady Państwa. 6 marca 1953 wszedł w skład Ogólnonarodowego Komitetu Uczczenia Pamięci Józefa Stalina. W latach 1957–1958 podsekretarz stanu w Ministerstwie Pracy i Opieki Społecznej. 1 marca 1958 XI Plenum KC wykluczyło go ze składu KC, przeszedł na niższe stanowiska. Związane to było ze zwycięstwem grupy „puławskiej” nad grupą „natolińską”, z którą był związany (był uważany za wpływową postać wśród nich). Po odejściu z KC został dyrektorem Centrali Handlu Zagranicznego „Marko” w Warszawie, która zajmowała się zaopatrzeniem wojsk radzieckich stacjonujących w Polsce.
W latach 1971–1972 zastępca przewodniczącego Komitetu Pracy i Płac, w latach 1972–1976 podsekretarz stanu w Ministerstwie Pracy, Płac i Spraw Socjalnych. W 1976 przeszedł na emeryturę. Po przejściu na emeryturę pełnił społecznie funkcję zastępcy przewodniczącego Rady Nadzorczej Zakładu Ubezpieczeń Społecznych.
Był posłem do Krajowej Rady Narodowej, na Sejm Ustawodawczy i na Sejm PRL I kadencji, w Sejmie I kadencji przewodniczący Komisji Mandatowej. W latach 1952–1956 zastępca przewodniczącego Ogólnopolskiego Komitetu Frontu Narodowego.
Pochowany obok żony Adeli z domu Bojar (1909-1988) w Alei Zasłużonych na wojskowych Powązkach (TUJE C31-6).
Bohater jednego z wywiadów w książce Teresy Torańskiej Oni.

## Odznaczenia
- Krzyż Komandorski z Gwiazdą Orderu Odrodzenia Polski (1976)[7]
- Order Sztandaru Pracy I klasy[8]
- Medal „Za udział w walkach w obronie władzy ludowej” (1986)[9]